# Concord (Califòrnia)
Concord és una ciutat dels Estats Units a l'estat de Califòrnia. Segons el cens del 2000 tenia 121.780 habitants.

## Demografia
Segons el cens del 2000, Concord tenia 121.780 habitants, 44.020 habitatges, i 30.329 famílies. La densitat de població era de 1.560 habitants per km².
Per edats la població es repartia de la següent manera: un 25,3% tenia menys de 18 anys, un 9% entre 18 i 24, un 32,8% entre 25 i 44, un 22,2% de 45 a 60 i un 10,7% 65 anys o més.
L'edat mediana era de 35 anys. Per cada 100 dones de 18 o més anys hi havia 95,3 homes.
La renda mediana per habitatge era de 55.597 $ i la renda mediana per família de 62.093 $. Els homes tenien una renda mediana de 45.734 $ mentre que les dones 34.860 $. La renda per capita de la població era de 24.727 $. Entorn del 5,2% de les famílies i el 7,6% de la població estaven per davall del llindar de pobresa.

## Poblacions properes
El següent diagrama mostra les poblacions més properes.